# The Road to Denver
The Road to Denver (bra: Renegado Impiedoso) é um filme de faroeste estadunidense dirigido por Joseph Kane e estrelado por John Payne, Mona Freeman, Lee J. Cobb, Ray Middleton e Skip Homeier. Foi lançado em 15 de junho de 1955 pela Republic Pictures.

## Elenco
- John Payne como Bill Mayhew
- Mona Freeman como Elizabeth Sutton
- Lee J. Cobb como Jim Donovan
- Ray Middleton como John Sutton
- Skip Homeier como Sam Mayhew
- Andy Clyde como Whipsaw Ellis
- Lee Van Cleef como Pecos Larry
- Karl Davis como Hunsaker
- Glenn Strange como Big George
- Robert 'Buzz' Henry como Buzz
- Dan White como Homem em Buckboard
- Robert Burton como Pete
- Anna Lee Carroll como Miss Honeywell
- Tex Terry como Capanga
- Emory Parnell como Sr. Murdock

## Produção
Partes do filme foram filmadas em St. George, Utah.